# Piotr Vtorov
Piotr Pétrovitch Vtorov (en russe : Пётр Петро́вич Вто́ров), né le 1er août 1938 à Moscou et mort le 5 janvier 1979 dans cette même ville, est un zoologiste soviétique, ayant apporté d'importantes contributions dans le domaine de la biogéographie.

## Espèces nommées d'après Vtorov
Plusieurs espèces d'animaux sont nommées en l'honneur de Piotr Vtorov.
Collembola:
- Cryptopygus vtorovi, Martynova, 1978[1]
- Drepanura vtorovi, 1970[2]
- Folsomia pseudovtorovi, Potapov & Gulgenova, 2013[1]
- Folsomia vtorovi, Martynova, 1971[1]
- Friesea vtorovi, Tshelnokov, 1977[3]
- Onychiurus vtorovi, Martynova, 1976[4]
- Parisotoma vtorovi, Martynova, 1977[5]

Pseudoscorpionida:
- Dactylochelifer vtorovi, Mahnert, 1977[6].

Oribatida:
- Cultoribatula vtorovi, Krivolutsky, 1971
- Furcoppia vtorovi, 1971[8]
- Oxyoppia vtorovi, Rjabinin, 1987[9]

Diptera
- Campsicnemus vtorovi, Negrobov et Zlobin, 1978[11]
- Cheilosia vtorovi, Peck, 1969[12]